# Comtat de Stolberg-Stolberg

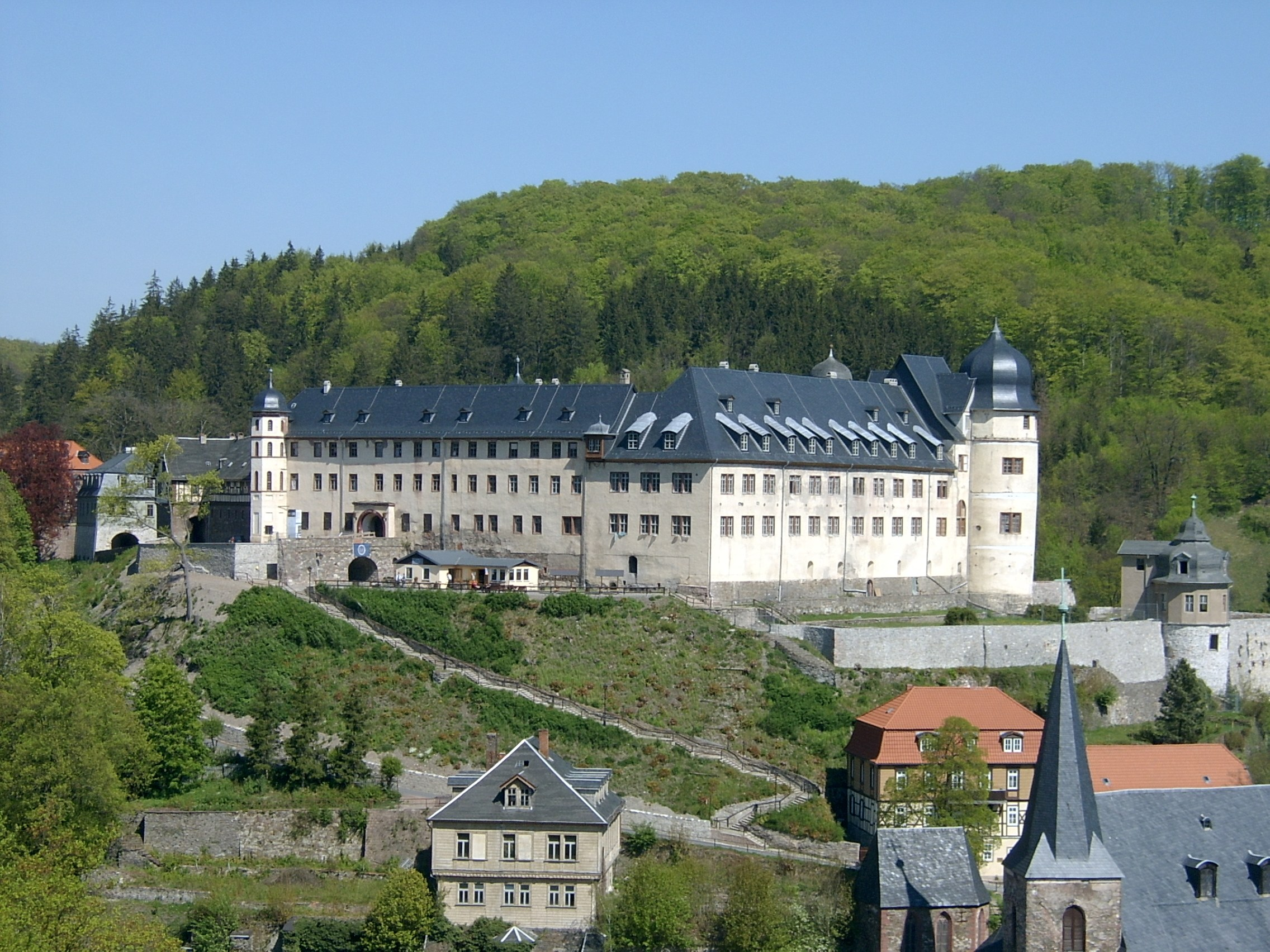
Castell de Stolberg.

El Comtat de Stolberg-Stolberg va ser un comtat del Sacre Imperi Romanogermànic en la regió sud del Harz. La seua capital era la ciutat de Stolberg, que ara pertany a l'estat de Saxònia-Anhalt, a Alemanya.
El 1429 el Comtat de Wernigerode va passar a ser possessió dels comtes de Stolberg, que van governar Wernigerode per mitjà d'una unió personal. El 1548 la línia va ser dividida en una «línia Harz» (Stolberg-Stolberg) i una «línia Rhenish» que tenia possessions a Rochefort (Stolberg-Rochefort) i a Königstein im Taunus (Stolberg-Königstein).
Amb la mort de Comte Wolf Georg zu Stolberg en 1631, Stolberg-Stolberg va ser heretat pels membres de la línia Rheinish. El 31 de maig de 1645, va ser dividit en una línia major Stolberg-Wernigerode i una línia menor Stolberg-Stolberg, aquest últim va ser dividit una altra vegada en 1706, amb la creació de Stolberg-Rossla com a resultat.
Stolberg-Stolberg va ser forçat a reconèixer el senyoriu de l'Electorat de Saxònia el 1738. Va ser mediatitzat a Saxònia el 1803 i més tard concedit al Regne de Prússia, al Congrés de Viena del 1815.